# 그랜드케이프마운트주

그랜드케이프마운트주

그랜드케이프마운트주(영어: Grand Cape Mount County)는 라이베리아 북서부에 위치한 주로 주도는 로버트스포트이며 면적은 5,162km2, 인구는 129,055명(2008년 인구 조사 기준), 인구 밀도는 25명/km2이다. 북동쪽으로는 바르폴루주, 남동쪽으로는 보미주, 서쪽으로는 대서양과 접하며 북쪽으로는 시에라리온과 국경을 접한다. 5개 구를 관할한다.